# 이상웅
이상웅(李相雄, 1968년 4월 28일~)은 대한민국의 목사이며 신학자이다.
현재 총신대학교 신학대학원에서 조직신학을 강의하고 있으며 도서관장이다. 연구논문과 학술저서의 출판을 공로로 2020년 가을에 한국개혁신학회가 제2회 학술상을 수상하기도 했다.

조나단 에드워즈의 성령론과 죽산 박형룡의 신학에 대한 전문가로 평가받고 있다.
저서로는 솔로몬에서 출간한 『작은 서신 안에 담긴 위대한 복음(빌레몬서 강해)』(2018), 『개혁주의 종말론에 기초한 요한계시록 강해』(2019), 『박형룡신학과 개혁신학 탐구』(2019), 『처음 읽는 마르틴 루터 생애와 신앙고백』(2019), 『한국 장로교회의 종말론』 (2022),  『우리를 사랑하시는 이로 말미암아』(2022), 『칼빈과 화란 개혁주의』(2023)등이 있다.

## 학력
- 계명대학교 철학과
- 총신대학교 신학대학원
- 화란 자유대학교 독토란두스(과정수학)
- 총신대학교 일반대학원 Ph.D.(조직신학)

## 경력
- 대구 동문교회 전도사, 강도사, 부목사
- 박사교회 담임목회 (2001-2007)
- 대구 산격제일교회 담임 (2007-2012)
- 대신대학교 신학과 교수
- 현 총신대학교 신학대학원 조직신학 (2012, 9, 1 - )

## 저서
- 『작은 서신 안에 담긴 위대한 복음빌레몬서 강해』(2018),
- 『개혁주의 종말론에 기초한 요한계시록 강해』(2019),
- 「박형룡신학과 개혁신학 탐구』(2019, 수정판 2021),
- 『처음 읽는 마르틴 루터 생애와 신앙고백』(2019),
- 『조나단 에드워즈의 성령』 (2020),
- 『주님이 차려주신 밥상』 (2021)
- 『로마서강해』 (2021) 솔로몬출판사
- 『신학자의 서재』(2021) 홍림
- 『한국 장로교회의 종말론』 (2022), 솔로몬
- 『우리를 사랑하시는 이로 말미암아』(2022) 솔로몬
- 『칼빈과 화란 개혁주의: 칼빈에서 스킬더까지』(2023) 솔로몬

## 공역
- 바나바스 린다스의 『히브리서의 신학』(솔로몬),
- 조엘 비키와 페더슨의 청교도를 만나다』(부흥과개혁사)
- R. C. 스프롤의 『웨스트민스터 신앙고백해설 1, 2, 3(부흥과개혁사)
- 프람스마의 『그리스도가 왕이 되게하라 - 아브라함 카이퍼 생애와 그의 시대」(복 있는 사람)

## 같이 보기
- 한국개혁신학회
- 한국복음주의조직신학회
- 종교개혁500주년기념일
- 한국의 신학자 목록
- 개혁신학자
- 박형룡